# Ljuben Dilov
Ljuben Dilov (1927. december 25. – 2008. június 10.), filozofikus gondolkozásmódú bulgáriai író, úgyis emlegetik, mint a bolgár tudományos-fantasztikus regény atyját. Több mint 35 regényt írt.

## Élete
1927. december 25-én született Cserven Brjag városában. A Szófiai Egyetemen végzett, bolgár nyelv és irodalom szakon. Már diákkorában kezdett írni, s műveinek egy részét a Narodna Mladezs újságban publikálták. Rengeteg díjat nyert, s megalapította a Graviton díjat, amit a jó képzelőerőért osztanak.
2008. június 10-én halt meg, a temetési szertartást a szófiai Szent György templomban tartották.

## Munkássága
Fantasztikus művei mindig a modern világ nagy politikai, filozófiai és erkölcsi problémáival foglalkoznak. Fantasztikus bennük a díszlet, a környezet, de ez csak a kerete a kötetlen eszmefuttatásnak és az olvasóval való párbeszédnek.

## Művei
- Az Atomember (1951)
- A félelem sok neve (1967)
- A tükör paradoxona (1976)
- Kegyetlen kísérlet (1985)

## Magyarul
- Nádas. Kisregény; ford. Doncsev Toso; Európa, Bp., 1974 ISBN 963-07-0138-3
- A szkafander súlya. Tudományos fantasztikus regény; ford. Oláh József, életrajz Karig Sára, utószó ifj. Bartha Lajos; Zrínyi Ny., Bp., 1974 (Kozmosz Fantasztikus Könyvek)
- Az Ikárosz útja. Tudományos-fantasztikus regény; ford. Harsányi Éva, utószó Karig Sára; Európa, Bp., 1986 ISBN 963-07-3886-4